# Naturschutzgebiet Plattenburg
Das Naturschutzgebiet Plattenburg  liegt auf dem Gebiet der Gemeinde Plattenburg im Landkreis Prignitz in Brandenburg.
Das Gebiet mit der Kenn-Nummer 1549 wurde mit Verordnung vom 25. Juni 2003 unter Naturschutz gestellt. Das  352 ha große Naturschutzgebiet, durch das die Karthane fließt, erstreckt sich östlich des Kernortes Plattenburg. Östlich verläuft die B 107.